# Sunshine Through the Dark
Sunshine Through the Dark è un cortometraggio muto del 1911 diretto da D.W. Griffith.

## Produzione
Il film fu prodotto dalla Biograph Company. Venne girato a Fort Lee, nel New Jersey, dove aveva sede la casa di produzione.

## Distribuzione
Distribuito dalla General Film Company, il film - un cortometraggio di una bobina - uscì nelle sale cinematografiche statunitensi il 27 novembre 1911.